# Енергосталь
Державне підприємство «Український науково-технічний центр металургійної промисловості „Енергосталь“» (ДП «УкрНТЦ „Енергосталь“») — інжиніринговий комплекс в Харкові. Центр організований у 2001 році злиттям харківських металургійних інститутів «Діпросталь», «УкрНДІМет» (засновані у 1928 році) і «Енергосталь» (заснований у 1967 році).
Центр здійснює проєктування і створення нових, реконструкцію та технічне переоснащення промислових підприємств і виробничих об'єктів гірничо-металургійного комплексу, машинобудування та інших галузей.
За 85-річний період за проєктами Центру побудовано понад 50 металургійних, машинобудівних, трубних, вогнетривких підприємств і виробництв, в тому числі всі феросплавні заводи СНД, тисячі промислових об'єктів в СНД та інших країнах.
Вчені, технологи, проєктувальники та конструктори, що працювали тут, створили наукові та інженерні школи в області агломераційного, доменного, феросплавного, сталеплавильного, прокатного виробництв, обробки металопродукції, випарного охолодження металургійних агрегатів, енергозбереження, промислової екології, утилізації відходів.
У Центрі працюють понад 1300 осіб, у тому числі 7 докторів технічних наук, 42 кандидати технічних, фізико-математичних, хімічних і економічних наук.
Станом на 12.08.2025 оголошений аукціон з приватизації данного комплексу, Регіональним відділенням Фонду державного майна України по харківській області на на майданчику Prozorro.sale? зі стартовою ціною в 10 470 176,03 гривень.

## Структура
ДП «УкрНТЦ „Енергосталь“» має у своєму складі:
- науково-дослідні інститути «Енергосталь» та «УкрНДІМет»,
- проєктні інститути «Діпросталь», «Енергосталь»
- проєктно-конструкторський та технологічний інститут «Металургмаш»,
- випробувальний центр «УкрНДІМет»,
- науково-технічний та виробничий комплекс з виготовлення екологічного, енергозберігаючого та іншого технологічного обладнання «Енергосталь».

## Ключові люди
Центр з дня створення в 2001 очолює доктор технічних наук, професор, заслужений діяч науки і техніки України, Лауреат Державної премії України в галузі науки і техніки Сталінський Дмитро Віталійович.

## Відзнаки
Орденами Трудового Червоного прапора нагороджені інститути «УкрНДІМет» і «Діпросталь».
Більше 30 науково-технічних робіт Центру відзначені Ленінськими преміями, Державними преміями СРСР, преміями Ради Міністрів СРСР, Державними преміями УРСР, преміями Ленінського комсомолу, Державною премією України.
1. ↑  Єдиний Майновий Комплекс Державного Підприємства «Український Науково…. Prozorro.Продажі - Prozorro.Sale. Електронна торгова система (укр.). 23 липня 2025. Процитовано 12 серпня 2025.